# Hyphilare
Hyphilare là một chi bướm đêm thuộc họ Noctuidae.